# 得胜街道 (盘山县)
得胜镇，是中华人民共和国辽宁省盘锦市盘山县下辖的一个乡镇级行政单位。

## 行政区划
得胜镇下辖以下地区：
三棵村、三道村、后胡村、得胜村、小荒村、大荒村、绕阳村、大仓村和后鸭子场村。